# ديفيد ريكلز
ديفيد ريكلز (بالإنجليزية: David Rickels؛ مواليد 5 يناير 1989) هو مُقاتل فنون قتالية مختلطة أمريكي.

## وصلات خارجية
- ديفيد ريكلز على موقع بيلاتور (الإنجليزية)
- ديفيد ريكلز على موقع شيردوغ (الإنجليزية)
- ديفيد ريكلز على موقع Tapology.com (الإنجليزية)
- ديفيد ريكلز على موقع IMDb (الإنجليزية)